# Малое Заволжье
Малое Заволжье — деревня в Коношском районе Архангельской области. Входит в состав Климовского сельского поселения.

## География
Деревня находится на западе Коношского района на левом берегу реки Воложка (Волошка). Юго-восточнее Малого Заволжья находится деревня Большое Заволжье. К северу от деревни находится озеро Егримозеро.

## Население
| 2002 | 2010 | 2012 |
| ---- | ---- | ---- |
| 0    | →0   | →0   |

### Карты
- Малое Заволжье на Wikimapia